# Tamás Faragó

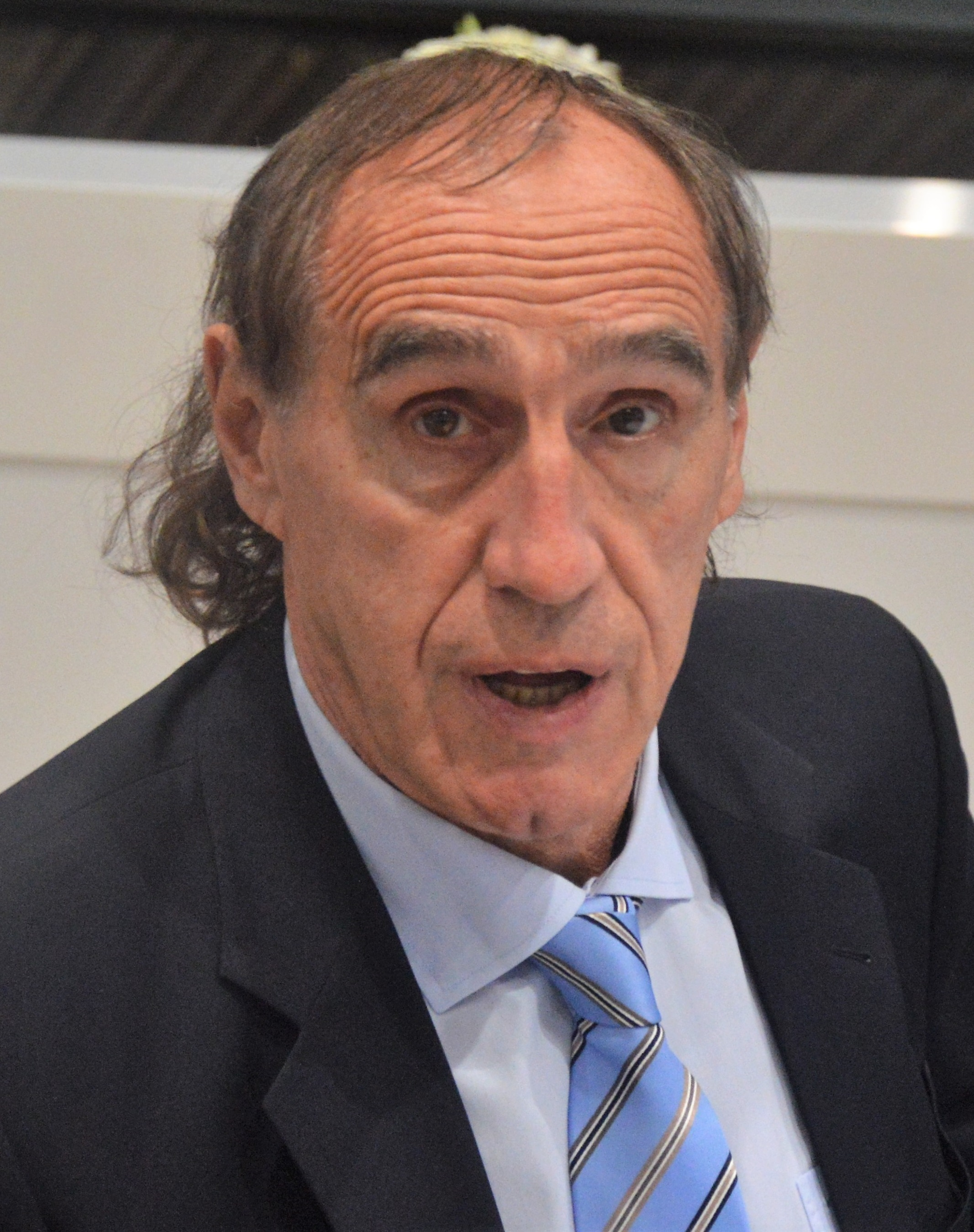
Tamás Faragó

Tamás Faragó, född 5 augusti 1952 i Budapest, är en ungersk vattenpolospelare och -tränare. Han ingick i Ungerns herrlandslag vid tre olympiska spel. Han var chefstränare för Ungerns damlandslag 2000–2005.
I 20-årsåldern gjorde Faragó sex mål i den olympiska vattenpoloturneringen i München där Ungern tog silver. Sedan gjorde han 22 mål i den olympiska vattenpoloturneringen i Montréal där Ungern tog guld. I den olympiska vattenpoloturneringen i Moskva gjorde Faragó fjorton mål och Ungern tog brons. På det sättet tog Faragó en OS-medalj av alla tre valörer under sin aktiva spelarkarriär. Bojkotten av olympiska sommarspelen 1984 avslutade Ungerns kontinuerliga rad av vattenpolomedaljer i OS-sammanhang som hade påbörjats 1928 i Amsterdam. Faragó valdes in i The International Swimming Hall of Fame 1993 med motiveringen att han var en av nyckelspelarna som gjorde det möjligt för Ungern att sträcka medaljkedjan ända till Moskva 1980.
De ungerska vattenpolodamerna tog EM-guld 2001 i Budapest och VM-guld 2005 i Montréal med Faragó som tränare.